# 祁答院町
祁答院町（けどういんちょう）は、鹿児島県薩摩郡にあった町。1955年に大村、黒木村、藺牟田村の三村が合併し成立した町で、2004年に薩摩川内市となり、自治体としては消滅した。
旧町域は現在の薩摩川内市祁答院町藺牟田（旧・藺牟田村）、祁答院町上手、祁答院町下手（旧・大村）、祁答院町黒木（旧・黒木村）にあたる。

## 概要
鹿児島県のほぼ中央部に位置し、合併前は薩摩郡に所属していた。
北は薩摩町・宮之城町、南は姶良町・蒲生町・入来町（合併前）に隣接。
四方を山に囲まれ、街は主に瀬早川・久富木川・秋上川沿いの平野部にある。藺牟田池や藺牟田温泉など、自然や観光資源に恵まれ、「森と湖と温泉の町」をスローガンに町作りを行ってきた。
2004年（平成16年）10月11日、川内市等と合併して薩摩川内市となり、49年の歴史に幕を閉じた。合併から約1年後の2005年（平成17年）11月8日、藺牟田池がラムサール条約に登録された。

## 歴史
名称の「祁答院」は、紫尾山麓の祈祷院（きとういん）神興寺がのちに祁答院に転訛したという説があるが、中世には川内川中流域一帯の地域名で祁答院氏の所領であった。
- 1955年（昭和30年） - 大村・黒木村・藺牟田村の三村が合併し祁答院町が誕生
- 1959年（昭和34年） - 役場庁舎建設（鉄筋2階建）
- 1966年（昭和41年） - 国鉄バス開通　大村保育園開設
- 1968年（昭和43年） - 大村、黒木、藺牟田中が統合し祁答院中学校が発足
- 1978年（昭和53年） - 勤労者いこいの村本館完成「いこいの村いむた池」オープン
- 1981年（昭和56年） - 祁答院地区消防組合発足　祁答院町農村環境改善センター（現：祁答院公民館）完成
- 1983年（昭和58年） - 祁答院町商工会館完成　大村北部生活センター完成
- 1992年（平成4年） - 祁答院診療所開院
- 2004年（平成16年）2月20日 - 合併調印
- 2004年（平成16年）9月5日 - 閉町式
- 2004年（平成16年）10月9日 - 閉庁式
- 2004年（平成16年）10月12日 - 川内市・樋脇町・東郷町・入来町・祁答院町・上甑村・里村・鹿島村・下甑村の1市4町4村が合併、人口10万人規模の薩摩川内市誕生。

## 地域

### 教育

#### 中学校

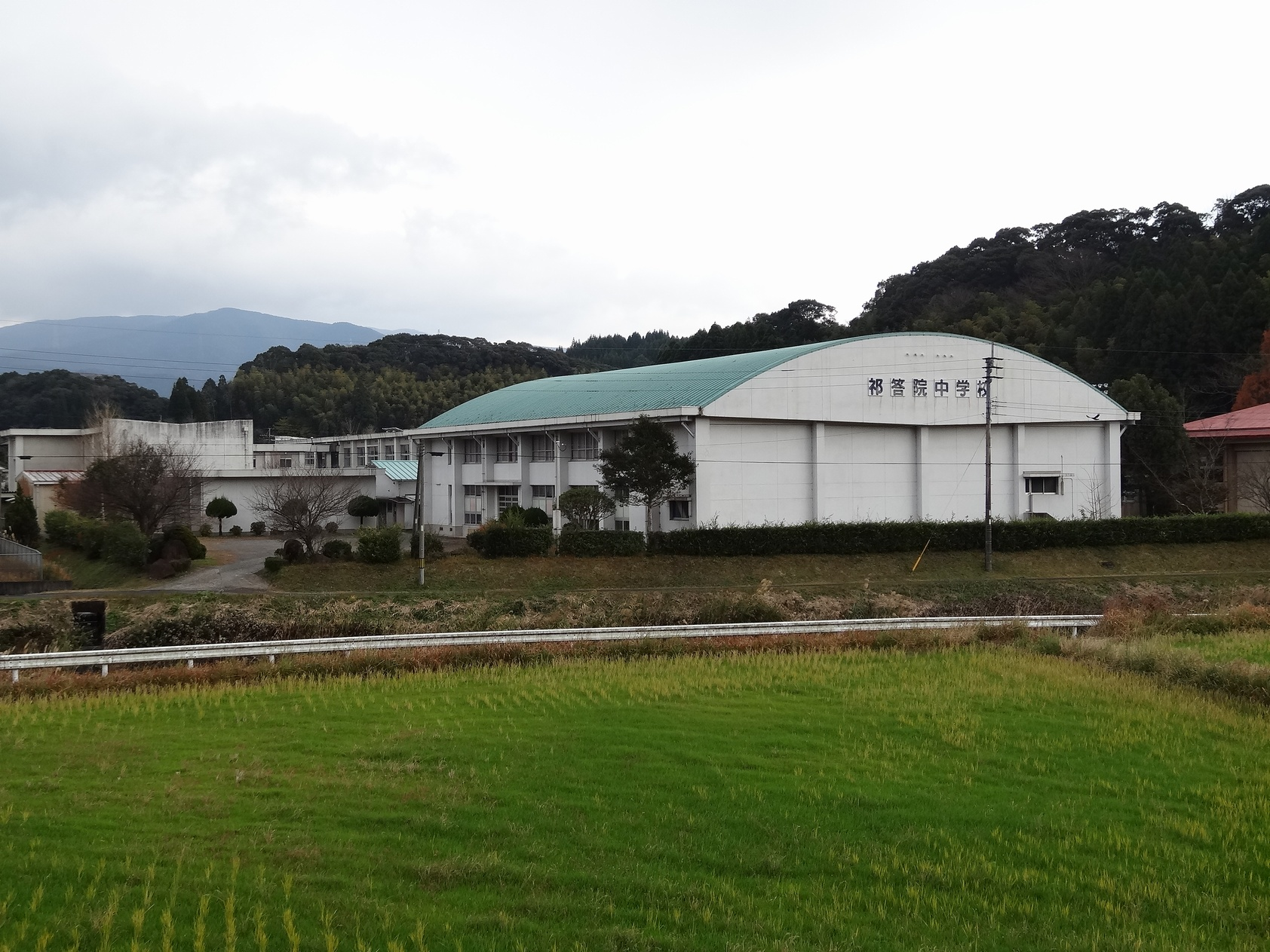
祁答院中学校

#### 小学校

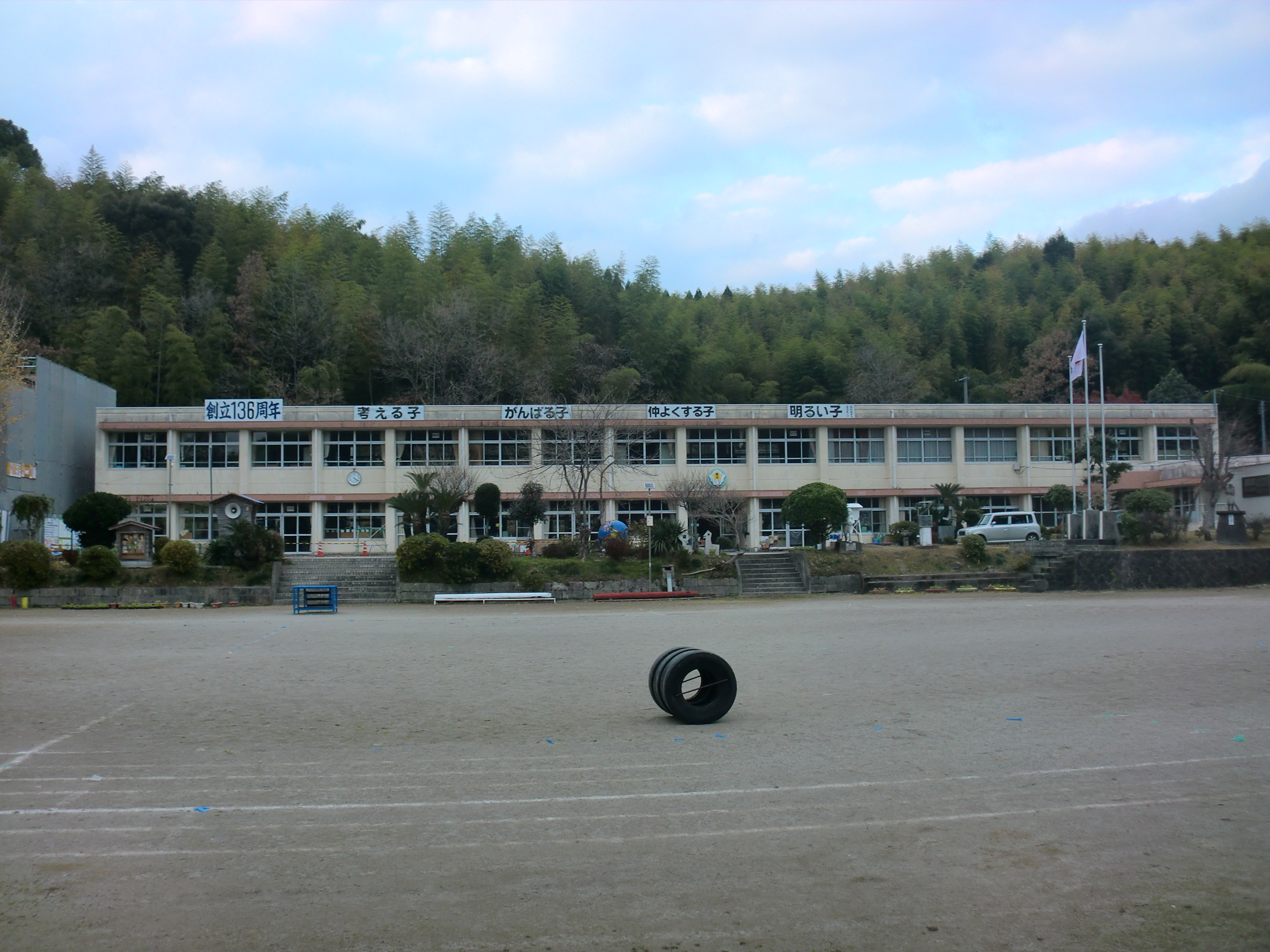
黒木小学校
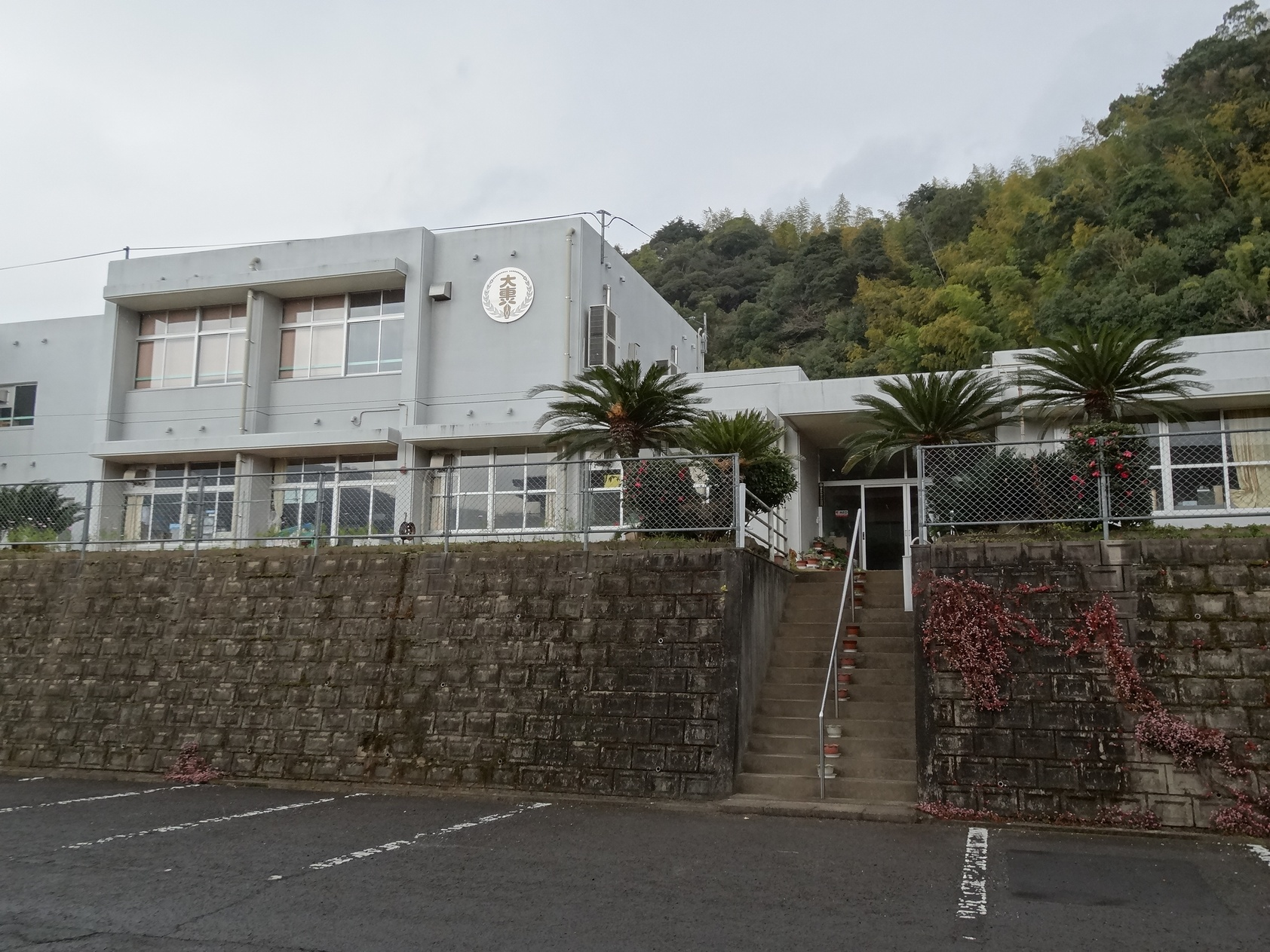
大軣小学校
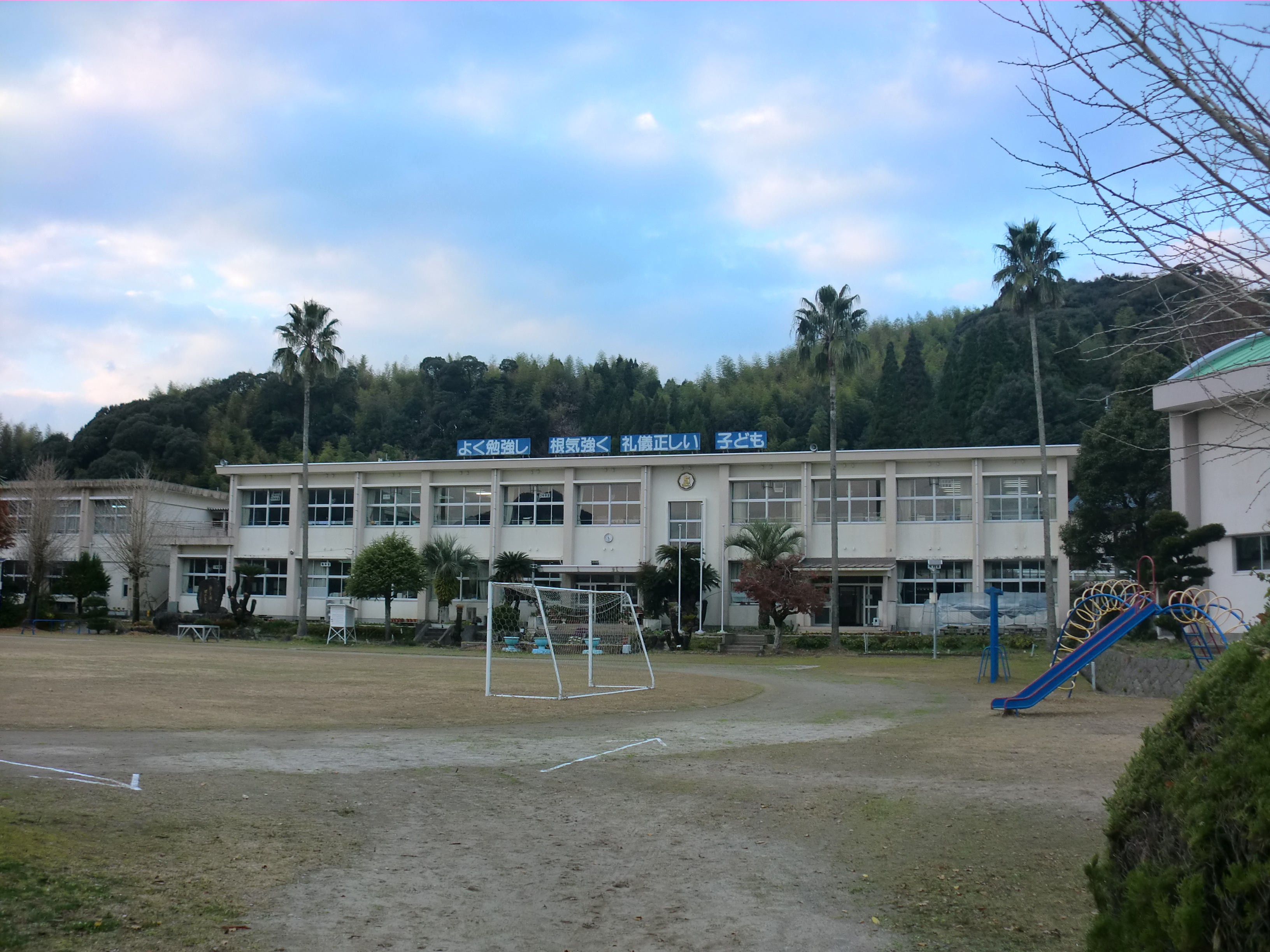
上手小学校
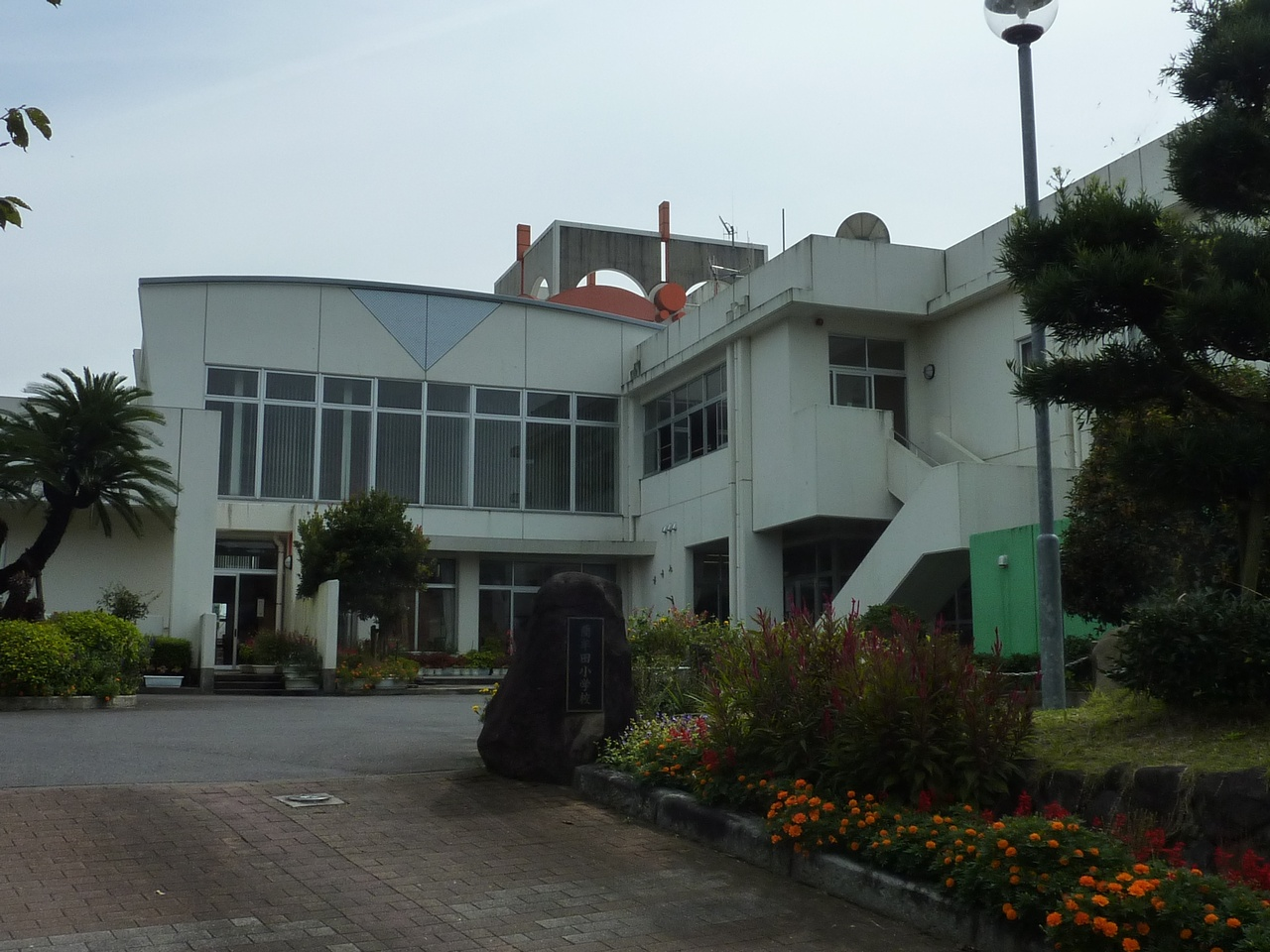
藺牟田小学校

## 交通

### 道路
- 鹿児島県道42号川内加治木線（空港バイパス）
- 鹿児島県道51号宮之城加治木線

## 出身有名人
- 稼木美優（歌手）

## ゆかりのある著名人
- 祁答院慎（ゲームクリエイター。父親の出身地[2]）